# 제23지원단
제23지원단(23rd Support Group)은 주한 미군의 일원으로서 평택시의 캠프 험프리스를 중심으로 제3지역의 기지 작전 지원을 담당하던 미국 육군의 집단(Group)이다. 표어는 "One in Purpose".
고유 부대 휘장은 제23직접지원단이었던 당시 1969년 4월 24일에 승인되었고, 제23지원단에 맞게 1985년 5월 18일에 수정되었다.

## 역사
1964년, 캠프 험프리스를 중심으로 시설 관리를 도맡을 부대인 험프리스 지구사령부가 창설되었다. 이후, 지원단 창설 계획이 세워지고 1965년 11월 24일에 제23직접지원단이 구상되었고, 이듬해 첫날인 1966년 1월 1일에 재편성었다.
1971년 5월 4일, 제23지역지원단으로 재편성되었다가, 1974년 11월 15일에 제19지원여단에 병합되어, USAG 캠프 험프리스 사령부로 대채되었다.
1985년 8월 16일, 전시 지원 임무가 줄어들어 USAG 캠프 험프리스 사령부가 제23지원단으로 재편성되었다.
1996년 6월 17일, 제3지역지원처(Support Activity Area III)로 기지 작전 지원과 지역 지원 임무가 분리되었다. 이 부대는 평시에 험프리스를 중심으로 제3지역 안의 모든 육군 시설을 관리한다.
2006년 6월 18일, 캠프 워커의 제20지원단와 함께 제23지원단은 해산하였다. 제3지역 지원처는 10월 24일에 다시 USAG 험프리스 사령부가 되어, 캠프 험프리스를 관리한다. 존재할 동안, 캠프 남쪽 구석에 있는 제8군 우유공장의 운영도 맡았었다.

## 산하 부대
- 본부 및 본부중대
- 제6병기대대 - 캠프 캐롤
- 제194정비대대 - 캠프 험프리스

## 기록

### 소속
1. 제8군 지원사령부; 1964년 ~ 1970년
2. 한국 지원사령부 (KORSCOM); 1970년 ~ 1974년
3. 제19원정지원사령부; 1985년 ~ 2006년

### 계보
- 1964년, Humphreys District Command→험프리스 지구사령부
- 1966년 1월 1일, 23rd Direct Support Group→제23직접지원단
- 1971년 5월 4일, 23rd Area Support Group→제23지역지원단
- 1985년 8월 16일, 23rd Support Group→제23지원단

## 같이 보기
- 제20지원단
- 제34지원단

## 참고
1. 1 2  “23 Support Group”. 문장학 연구소. 1969년 4월 24일. 2017년 2월 3일에 원본 문서에서 보존된 문서. 2018년 5월 29일에 확인함.
2. ↑  진식 (2006년 6월 18일). “캠프워커 부대 재편”. 경북일보. 2018년 5월 29일에 확인함.

- “Humpheys History”. 《vfwdeptpacific.org》 (영어). 2017년 7월 9일에 원본 문서에서 보존된 문서. 2017년 1월 9일에 확인함.
- “Support Activity Area III”. 《globalsecurity.org》 (영어). 2017년 1월 9일에 확인함.
- “20th Area Support Group”. 《globalsecurity.org》 (영어). 2017년 1월 9일에 확인함.